# Dalma Callado
Dalma Callado (São Paulo, 1 de dezembro de 1957) é uma modelo brasileira. Conquistou notoriedade internacional e virou top model com um biotipo latino e o um jeito único de desfilar. Ultra-requisitada, desfilou no circuito Milão–Paris–Nova York e estampou as maiores revistas da época, abrindo caminho para outras modelos, como Beth Prado, Betty Lago e Gisele Zelauy. Foi modelo exclusiva da Christian Dior e uma das preferidas do estilista Valentino. Em 1991 encerrou a trajetória de sucesso, depois de uma apoteose em torno de um desfile de alta-costura da Chanel.
Sua trajetória como modelo começou com 15 anos de idade, descoberta pelo fotógrafo Milton Ferraz[carece de fontes?], mas o sucesso chegou por acaso: levada por uma amiga para conhecer o fotógrafo Luís Trípoli, fez um ensaio fotográfico para a Claudia, que se tornaria sua primeira capa. Pouco depois, aos 19 anos, decidiu ir sozinha para a França "tentar a sorte", já que o mercado brasileiro da década de 70 estava aberto apenas às louras de olhos azuis. Anos depois, já era a primeira modelo brasileira a fazer sucesso na Europa e nos Estados Unidos, e foi eleita pelo Conselho dos Estilistas de Moda da América a melhor do mundo, em 1986.
Depois de 30 anos longe do Brasil, Dalma resolveu voltar a viver no país com o filho, fruto do casamento com um italiano.